# Aetheanta
Aetheanta là một chi bọ cánh cứng trong họ Chrysomelidae.
Chi này được Medvedev miêu tả khoa học năm 1988.

## Các loài
Chi này gồm các loài:
- Aetheanta fasciata Medvedev, 1988